# Rafael Maya
Rafael Maya (Popayán, 21 de marzo de 1897, Bogotá, 22 de julio de 1980) fue un poeta, periodista, ensayista, escritor, crítico, abogado y diplomático colombiano. 

## Biografía
Hijo del matrimonio de Tomás Maya Manzano y doña Laura Ramírez Caicedo.  
Inició su formación literaria bajo la tutela del padre, pedagogo y hombre de letras, y realizó estudios en el Seminario Menor de Popayán, a cargo de los sacerdotes lazaristas, notable comunidad europea. En 1914 ingresó a la Universidad del Cauca, para finalizar sus estudios secundarios y comenzar la carrera jurídica. Para ese entonces, Maya ya era conocido como poeta. En 1916 se celebró en Popayán un concurso literario para conmemorar el sacrificio de los próceres, y Maya obtuvo el primer premio con siete sonetos titulados "Mártires". En 1917 publicó sus primeros versos en la revista titulada Liras Hermanas.  
Cumplidos los veinte años, se trasladó a Bogotá para continuar su carrera de Derecho en la Universidad Nacional. Allí sus compañeros fueron Rafael Bernal Jiménez, Augusto Ramírez Moreno, Primitivo Crespo y Germán Arciniegas. Alrededor de 1920, Miguel Santiago Valencia fundó en Bogotá la revista Cromos. Su sede reunió a los más prestigiosos intelectuales del país. Maya conoció entonces a Miguel Rasch Isla, Roberto Liévano, Eduardo Castillo, Armando Solano, Luis Eduardo Nieto Caballero, León de Greiff y José Umaña Bernal. Formó parte del grupo de "Los Nuevos", fundado en 1925. La importante agrupación de escritores estaba integrada no solo por poetas, sino también por periodistas, entre los cuales figuran Juan Lozano, Jorge Zalamea, Luis Tejada, Felipe y Alberto Lleras Camargo, Germán Arciniegas, Luis Vidales, Germán Pardo García y muchos otros. 

## Fuera de la poesía
Al lado de sus intereses literarios, Maya desempeñó también diferentes cargos públicos. Fue el primer secretario de aviación en el Ministerio de Guerra, bajo la dirección del coronel Guichard, oficial francés, quien en 1922 fundó la aviación militar colombiana. Entre 1924 y 1930 trabajó en la sección de contabilidad de la Tesorería Nacional y en el Ministerio de Comunicaciones. En 1929 ocupó la rectoría de la Escuela Nacional de Bellas Artes en Bogotá. Maya realizó una intensa labor de difusión de la cultura nacional, como director de la crónica literaria de El País, en la cual realizaron sus primeras publicaciones los piedracielistas, a partir de 1936. En 1940 se vinculó como profesor al Colegio Mayor del Rosario, reemplazando en la cátedra de Literatura Colombiana a Antonio Gómez Restrepo. En ese mismo año, Eduardo Santos le impuso la Cruz de Boyacá, en la ciudad de Popayán. El poeta recibiría posteriormente varias condecoraciones.
En 1944 fue representante a la Cámara por el partido conservador. Su desempeño en el citado cargo fue muy breve, por la ausencia evidente de vocación política. En el mismo año la Academia Colombiana de la Lengua lo exaltó como miembro de número. Maya se recibió con un discurso titulado "Los tres mundos de Don Quijote". En 1946 contrajo matrimonio con doña Nelly Gallego Norris, de cuya unión nacieron Clara, Cristina y Ricardo. En 1948 fue rector de la Escuela Normal Superior de Bogotá, hoy Universidad Pedagógica, y decano de la Facultad de Filosofía y Letras de la Universidad Nacional en el año de 1953. Ocupó la dirección de la Radiodifusora Nacional de Colombia en 1949, y en 1951; la de la Revista Bolívar, órgano de difusión del Ministerio de Educación Nacional. En 1953, Maya realizó su primer viaje a Europa, comisionado por la Universidad Nacional para asistir a la conmemoración del séptimo centenario de la Universidad de Salamanca. Pronunció en Madrid un discurso titulado "La lección de Salamanca". Recorrió varios países, especialmente Italia y Francia. En París conoció al célebre escritor Ventura García-Calderón, amigo personal de Rubén Darío. En 1956, Maya fue nombrado delegado permanente de Colombia ante la Unesco, en París.
Este segundo viaje le dio oportunidad de establecer importantes relaciones con literatos e intelectuales residentes por ese entonces en la Ciudad Luz. El maestro recordaba con especial entusiasmo su amistad con el hispanista Claude Couffon, y sus tertulias con el gran novelista argentino Eduardo Mallea, con el historiador venezolano Parra Pérez, con el poeta ecuatoriano Jorge Carrera Andrade y con el escritor Zerega Fombona. Visitó, por otra parte, a Valery Larbaud, a quien tiempo atrás le enviara uno de sus primeros libros de poemas, que el escritor comentó elogiosamente. En el Instituto de Altos Estudios Hispanoamericanos de La Sorbona, dictó un ciclo de conferencias sobre literatura colombiana. En 1958, antes de su regreso a Colombia, permaneció algunos meses en Nueva York, donde ofreció con éxito algunos recitales. Entre los años 1960 y 1980, Maya dedicó su tiempo por entero a la literatura y al ejercicio de la cátedra en: La Universidad Javeriana, La Universidad de los Andes, en el Instituto Caro y Cuervo y en la Escuela Militar de Cadetes. En 1972 obtuvo el Premio Nacional de Poesía, y el año siguiente fue nombrado miembro de la Academia Colombiana de Historia. En 1979, el Banco de la República publicó su obra poética completa. 
Rafael Maya murió el martes 22 de julio de 1980, en la ciudad de Bogotá, a sus 83 años.

## Obras
- La vida en la sombra (1925)
- Coros del mediodía (1930)
- Después del silencio (1935)
- Final de romance y otras canciones (1940)
- Alabanzas del hombre y de la tierra (1941)
- Consideraciones críticas sobre la literatura colombiana (1944)
- Tiempo de luz (1945)
- Los tres mundos de Don Quijote y otros ensayos (1952)
- La musa romántica en Colombia (1954)
- Navegación nocturna (1955)
- Estampas de ayer y retratos de hoy (1958)
- Los orígenes del modernismo en Colombia (1961)
- La tierra poseída (1965)
- El retablo del sacrificio y de la gloria (1966)
- Escritos literarios (1968)
- El rincón de las imágenes (1972)
- El tiempo recobrado (1974)
- De perfil y de frente (1975)
- Letras y letrados (1976)
- Poesía completa (1979)
- Volver a verte(1980)
- Obra Crítica (Dos volúmenes, póstumo, 1982)

## Premios y distinciones
- Gran Cruz de Boyacá en reconocimiento a su obra poética, 1940.
- Premio nacional de poesía (1972).
- Homenaje póstumo a su vida y obra, HJCK, El Mundo en Bogotá, 1980.
- Homenaje a su memoria, Academia Colombiana de la Lengua, Bogotá, 1981.
- En Homenaje a su memoria, se nombró así una biblioteca de la Caja de Compensación familiar del Cauca (Comfacauca).